# اسپانیایی‌ها

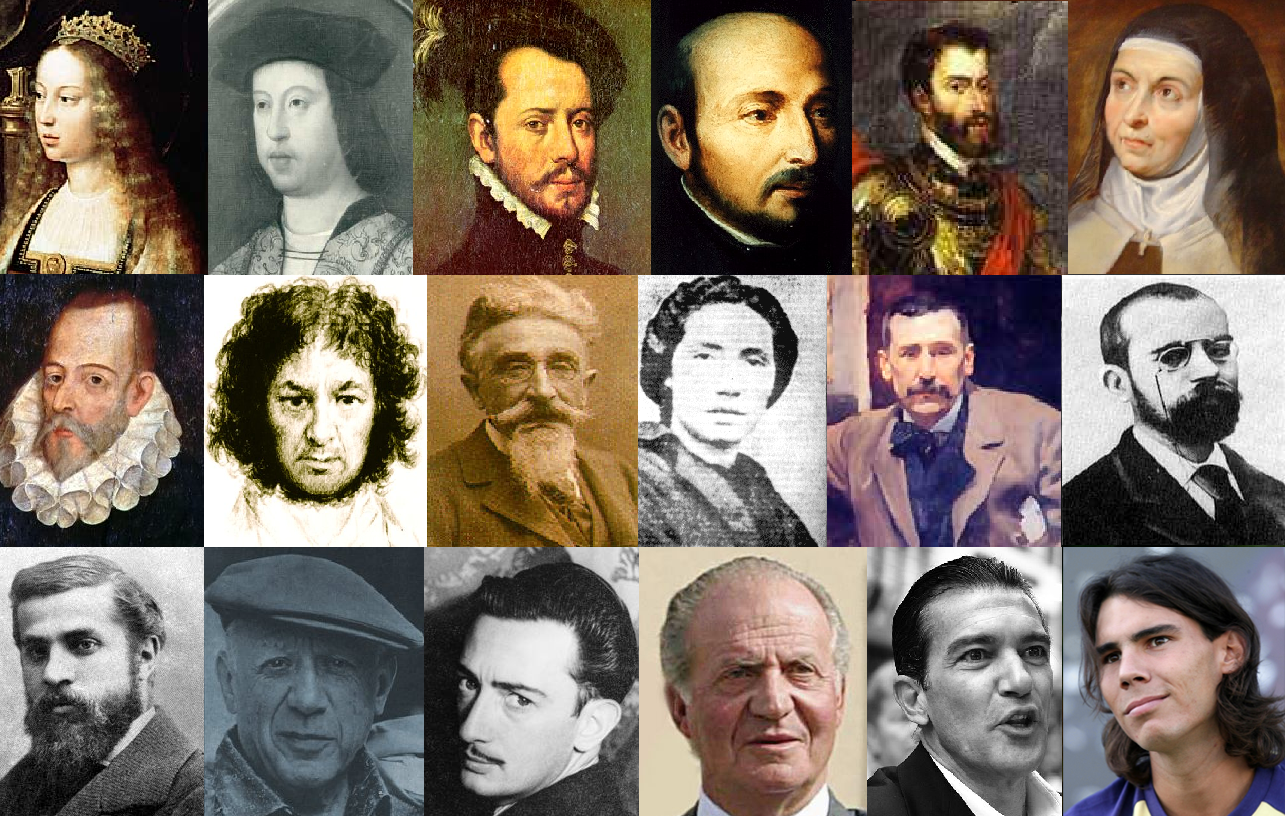
مشاهیر اسپانیایی

اسپانیایی‌ها (به اسپانیایی: españoles) یک ملت و گروه قومی بومی اسپانیا هستند که دارای فرهنگ مشترک اسپانیایی هستند و به زبان مشترک اسپانیایی تکلم می‌کنند.